# Polyploviricotina
Das Virustaxon Polyploviricotina ist ein Subphylum (Unterstamm) von Viren des Phylums Negarnaviricota, neben zusammen mit dem Schwestertaxon Haploviricotina. Der Name stammt von πολύπλοκο polyplo, dem altgriechischen Wort für „komplex“, zusammen mit dem Suffix „-viricotina“ für Virussubphyla. Die Viren der Polyploviricotina haben einsegmentiertes RNA-Genom negativer Polarität, weshalb sie auch englisch als segmented negative-strand RNA viruses (sNSVs) bezeichnet werden. Zu ihnen gehören u. a. die Influenzaviren und das Lassa-Virus.

## Systematik
Mit Stand Mai 2024 setzt sich das Subphylum wie folgt zusammen:
- Subphylum Polyploviricotina

- Klasse Bunyaviricetes (früher Ellioviricetes)

- Ordnung Elliovirales (aus Aufteilung der Bunyavirales)
- Ordnung Hareavirales (aus Aufteilung der Bunyavirales)

- Klasse Insthoviricetes

- Ordnung Articulavirales

- Familie Amnoonviridae

- Gattung Tilapinevirus mit Tilapinevirus tilapiae (Tilapia lake virus, TiLV)

- Familie Orthomyxoviridae